# Northfield (Minnesota)
Northfield é uma cidade localizada no estado americano de Minnesota.

## Demografia
Segundo o censo americano de 2000, a sua população era de 17.147 habitantes.

## Geografia
De acordo com o United States Census Bureau tem uma área de
18,2 km², dos quais 18,1 km² cobertos por terra e 0,1 km² cobertos por água.

## Localidades na vizinhança
O diagrama seguinte representa as localidades num raio de 20 km ao redor de Northfield.

## Personalidades
- Peter Agre (1949), Prémio Nobel da Química de 2003